# Анто Дробняк
Анто Дробняк (сербохорв. Anto Drobnjak, нар. 21 вересня 1969, Подгориця) — югославський футболіст, що грав на позиції нападника. По завершенні ігрової кар'єри — тренер. З 2011 року входить до тренерського штабу збірної Чорногорії.
Виступав, зокрема, за клуб «Бастія», а також національну збірну Югославії.
Чемпіон Франції. 

## Клубна кар'єра
Дорослу футбольну кар'єру розпочав у 1986 році в клубі «Єдинство» (Бієло-Полє). Того ж року дебютував у третій лізі югославського чемпіонату. В команді провів чотири сезони, взявши участь у 70 матчах чемпіонату. Потім захищав кольори клубу «Будучност». Провів у ньому два сезони й у 1992 році перейшов до «Црвени Звезди». У сезоні 1992/93 років з 22-ма забитими м'ячами став найкращим бомбардиром чемпіонату, а також володарем кубку Югославії.
Своєю грою за останню команду привернув увагу представників тренерського штабу французького клубу «Бастія», до складу якого приєднався 1994 року. У Лізі 1 дебютував 27 серпня 1994 року в програному (0:4) виїзному поєдинку проти «Лілля». У сезоні 1995/96 років з 20-ма голами став другим найкращим бомбардиром французького чемпіонату (після Сонні Андерсона). Відіграв за команду з Бастії три сезони своєї ігрової кар'єри. Більшість часу, проведеного у складі «Бастії», був основним гравцем атакувальної ланки команди.
Влітку 1997 року перейшов з «Бастії» до «Лансу». У сезоні 1997/98 років став найкращи бомбардиром клубу в чемпіонаті, завдяки чому «Ланс» став чемпіоном Ліги 1. Дробняк також був гравцем основного складу у програному фінальному матчі кубку Франції.
У 1998 році Анто виїхав до Японії й до 1999 року виступав у клубі з тамтешньої Джей-ліги «Гамба Осака». Потім повернувся до Франції та став гравцем «Сошо». У 2001 році разом з командою здобув можливість вийти з Ліги 2 до Ліги 1. Завершив професійну ігрову кар'єру у друголіговому клубі «Мартіг», за команду якого виступав протягом 2001—2002 років.

## Виступи за збірну
6 жовтня 1996 року дебютував у складі збірної Югославії у переожному (8:1) матчі кваліфікації до Чемпіонату світу 1998 року проти збірної Фаррських островів. Протягом кар'єри у національній команді, яка тривала усього 3 роки, провів у формі головної команди країни 7 матчів, забивши 4 голи.

## Кар'єра тренера
Розпочав тренерську кар'єру, повернувшись до футболу після невеликої перерви, 2011 року, увійшовши до тренерського штабу Бранка Брновича у збірній Чорногорії. Пропрацював у збірній до 2015 року. Наразі досвід тренерської роботи обмежується цим клубом, в якому Анто Дробняк працює і досі.

## Клубна статистика
| Клуб      | Клуб                  | Клуб       | Чемпіонат | Чемпіонат | Кубок            | Кубок            | Кубок Ліги             | Кубок Ліги             | Загалом | Загалом |
| Сезон     | Клуб                  | Чемпіонат  | М         | Г         | М                | Г                | М                      | Г                      | М       | Г       |
| Югославія | Югославія             | Югославія  | Чемпіонат | Чемпіонат | Кубок Югос       | Кубок Югос       | Кубок Лиги             | Кубок Лиги             | Итого   | Итого   |
| --------- | --------------------- | ---------- | --------- | --------- | ---------------- | ---------------- | ---------------------- | ---------------------- | ------- | ------- |
| 1986/87   | Єдинство              |            | 5         | 0         |                  |                  |                        |                        | 5       | 0       |
| 1987/88   | Єдинство              |            | 24        | 7         |                  |                  |                        |                        | 24      | 7       |
| 1988/89   | Єдинство              |            | 14        | 1         |                  |                  |                        |                        | 14      | 1       |
| 1989/90   | Єдинство              |            | 27        | 19        |                  |                  |                        |                        | 27      | 19      |
| 1990/91   | Будучност (Подгориця) | Перша ліга | 31        | 13        |                  |                  |                        |                        | 31      | 13      |
| 1991/92   | Будучност (Подгориця) | Перша ліга | 17        | 9         |                  |                  |                        |                        | 17      | 9       |
| Сербія    | Сербія                | Сербія     | Чемпіонат | Чемпіонат | Кубок Сербії     | Кубок Сербії     | Кубок Ліги             | Кубок Ліги             | Загалом | Загалом |
| 1992/93   | Црвена Звезда         | Перша ліга | 35        | 22        |                  |                  |                        |                        | 35      | 22      |
| 1993/94   | Црвена Звезда         | Перша ліга | 29        | 17        |                  |                  |                        |                        | 29      | 17      |
| Франція   | Франція               | Франція    | Чемпіонат | Чемпіонат | Кубок Франції    | Кубок Франції    | Кубок французької ліги | Кубок французької ліги | Загалом | Загалом |
| 1994/95   | Бастія                | Ліга 1     | 31        | 12        |                  |                  |                        |                        | 31      | 12      |
| 1995/96   | Бастія                | Ліга 1     | 36        | 20        |                  |                  |                        |                        | 36      | 20      |
| 1996/97   | Бастія                | Ліга 1     | 33        | 18        |                  |                  |                        |                        | 33      | 18      |
| 1997/98   | Ланс                  | Ліга 1     | 32        | 14        |                  |                  |                        |                        | 32      | 14      |
| Японія    | Японія                | Японія     | Чемпіонат | Чемпіонат | Кубок Франції    | Кубок Франції    | Кубок французької ліги | Кубок французької ліги | Загалом | Загалом |
| 1998      | Гамба Осака           | Джей-ліга  | 18        | 8         | 1                | 0                | 0                      | 0                      | 19      | 8       |
| 1999      | Гамба Осака           | Джей-ліга  | 13        | 4         | 0                | 0                | 2                      | 1                      | 15      | 5       |
| Франція   | Франція               | Франція    | Чемпіонат | Чемпіонат | Кубок Імператора | Кубок Імператора | Кубок ліги             | Кубок ліги             | Загалом | Загалом |
| 1999/00   | Сошо                  | Ліга 2     | 18        | 3         |                  |                  |                        |                        | 18      | 3       |
| 2000/01   | Сошо                  | Ліга 2     | 14        | 1         |                  |                  |                        |                        | 14      | 1       |
| 2001/02   | Сошо                  | Ліга 1     | 1         | 0         |                  |                  |                        |                        | 1       | 0       |
| 2001/02   | Мартіг                | Ліга 2     | 26        | 9         |                  |                  |                        |                        | 26      | 9       |
| Країна    | Югославія             | Югославія  | 118       | 49        |                  |                  |                        |                        | 118     | 49      |
| Країна    | Сербія                | Сербія     | 64        | 39        |                  |                  |                        |                        | 64      | 39      |
| Країна    | Франція               | Франція    | 191       | 77        |                  |                  |                        |                        | 191     | 77      |
| Країна    | Японія                | Японія     | 31        | 12        | 1                | 0                | 2                      | 1                      | 34      | 13      |
| Загалом   | Загалом               | Загалом    | 404       | 177       | 1                | 0                | 2                      | 1                      | 407     | 178     |

## Статистика у збірній
| Сербія і Чорногорія | Сербія і Чорногорія | Сербія і Чорногорія |
| Рік                 | М                   | Г                   |
| ------------------- | ------------------- | ------------------- |
| 1996                | 1                   | 0                   |
| 1997                | 2                   | 1                   |
| 1998                | 3                   | 1                   |
| Загалом             | 6                   | 2                   |

### Матчі та голи
| Матчі та голи у збірній | Матчі та голи у збірній | Матчі та голи у збірній   | Матчі та голи у збірній | Матчі та голи у збірній | Матчі та голи у збірній | Матчі та голи у збірній |
| #                       | Дата                    | Стадіон                   | Суперник                | Рахунок                 | Гол                     | Змагання                |
| 1996                    | 1996                    | 1996                      | 1996                    | 1996                    | 1996                    | 1996                    |
| ----------------------- | ----------------------- | ------------------------- | ----------------------- | ----------------------- | ----------------------- | ----------------------- |
| 1.                      | 06.10.1996              | Тофтір, Фарерські острови | Фарерські острови       | 8:1                     | 0                       | кв. ЧС 1998             |
| 1997                    |                         |                           |                         |                         |                         |                         |
| 2.                      | 07.02.1997              | Гонконг, Гонконг          | Росія                   | 1:1 п. 5:6              | 1                       | товариський             |
| 3.                      | 12.03.1997              | Белград, Югославія        | Росія                   | 0:0                     | 0                       | товариський             |
| 1998                    |                         |                           |                         |                         |                         |                         |
| 4.                      | 24.02.1998              | Мар-дель-Плата, Аргентина | Аргентина               | 1:3                     | 1                       | товариський             |
| 5.                      | 25.03.1998              | Богота, Колумбія          | Колумбія                | 0:0                     | 0                       | товариський             |
| 6.                      | 22.04.1998              | Белград, Югославія        | Південна Корея          | 3:1                     | 0                       | товариський             |

## Титули й досягнення

### Командні
- Кубок Югославії («Црвена Звезда»):
  -  Володар (1): 1992/93

- Ліга 1 («Ланс»):
  -  Чемпіон (1): 1997/98

- Ліга 2 («Сошо»):
  -  Чемпіон (1): 2000/01

### Індивідуальні
- Найкращий бомбардир чемпіонату Югославії (1): 1992/93